# کلرنس تاون
کلرنس تاون (به انگلیسی: Clarence Town) شهری در کشور باهاما است که جمعیت آن در سرشماری سال ۲۰۰۹ میلادی، ۱٬۷۰۵ نفر بوده‌است.